# Пилипенко Раїса Матвіївна
Раїса Матвіївна Пилипенко (27 березня 1928, село Кленове, тепер Богодухівського району Харківської області — 4 травня 2003, село Мерло Богодухівського району Харківської області) — українська радянська діячка, доярка колгоспу «Прогрес» Богодухівського району Харківської області. Герой Соціалістичної Праці (26.02.1958). Депутат Верховної Ради СРСР 5—6-го скликань.

## Життєпис
Народилася 27 березня 1928 року в бідній селянській родині. Освіта початкова: закінчила сільську школу.
У 1943—1946 роках — телятниця, з 1946 року — доярка колгоспу «Прогрес» села Мерло Богодухівського району Харківської області. У 1956 році надоїла від кожної закріпленої корови понад 6000 літрів молока.
Член КПРС з 1955 року.
Потім — на пенсії в селі Мерло Богодухівського району Харківської області.

## Нагороди
- Герой Соціалістичної Праці (26.02.1958)
- два ордени Леніна (26.02.1958, 6.09.1973)
- орден Жовтневої Революції (8.04.1971)
- орден Трудового Червоного Прапора (22.03.1966)
- медалі